# Carlos Espinosa
Carlos Espinosa, född den 22 november 1982, är en chilensk fotbollsspelare (mittfältare). Han värvades 2007 till Örgryte IS och gjorde sin debutmatch när ÖIS spelade mot Manchester City den 18 juli 2007 i Varberg. Han levde dock inte upp till förväntningarna och lämnade klubben efter säsongen.